# White Winter Hymnal
White Winter Hymnal is een nummer van de Amerikaanse indierockband Fleet Foxes uit 2008. Het is de eerste single van hun titelloze debuutalbum.

## Achtergrondinformatie
Simon Raymonde, voormalig bassist van de Cocteau Twins en hoofd van platenlabel Bella Union, overwoog om ermee te stoppen vanwege financiële problemen. Nadat hij echter een demoversie van "White Winter Hymnal" had gehoord, was hij gemotiveerd om door te gaan en contracteerde hij Fleet Foxes bij het label, omdat hij het nummer zo goed vond.
Fleet Foxes-frontman Robin Peckhold zei dat het nummer niet echt ergens over ging. Ook zei hij dat het zijn favoriete nummer is om live te spelen. Het nummer flopte in Amerika, maar werd wel een klein succesje in Vlaanderen; met een 12e positie in de Tipparade. Desondanks geniet het nummer wel bekendheid, en wordt het regelmatig gecoverd en in films of series gebruikt.

## Tracklijst
- Cd-single

1. "White Winter Hymnal" – 2:27
2. "Isles" – 3:06